# Lega C 2013 (football americano)
La Lega C 2013 è stata l'8ª edizione del campionato di football americano di terzo livello, organizzato dalla SAFV.

## Squadre partecipanti
| Club                  | Città               | Stadio | Sponsor ufficiale | Risultato nella stagione 2012 |
| --------------------- | ------------------- | ------ | ----------------- | ----------------------------- |
| Calanda Broncos II    | Coira               |        |                   | Primo posto in Lega C         |
| Midland Bouncers      | Zugo                |        |                   | Quarto posto in Lega C        |
| Neuchâtel Knights     | Neuchâtel           |        |                   | Secondo posto in Lega C       |
| Lugano Lakers         | Lugano              |        |                   | Terzo posto in Lega C         |
| Cineplexx Blue Devils | Hohenems ( Austria) |        |                   | -                             |

## Stagione regolare

### Calendario

#### 1ª giornata
| Coira 7 aprile 2013, ore 10:00 CEST | Calanda Broncos II | 12 – 14 | Midland Bouncers | Stadion Ringstrasse |

| Lugano 7 aprile 2013, ore 14:00 CEST | Lugano Lakers | 29 – 0 | Neuchâtel Knights |  |

#### 2ª giornata
| Coira 13 aprile 2013, ore 12:00 CEST | Calanda Broncos II | 34 – 12 | Cineplexx Blue Devils | Stadion Ringstrasse |

#### 3ª giornata
| Coira 27 aprile 2013, ore 12:00 CEST | Calanda Broncos II | 13 – 34 | Lugano Lakers | Stadion Ringstrasse |

#### 4ª giornata
| 4 maggio 2013, ore 19:00 CEST | Cineplexx Blue Devils | 12 – 28 | Midland Bouncers |  |

| Neuchâtel 5 maggio 2013, ore 14:00 CEST | Neuchâtel Knights | 14 – 20 | Lugano Lakers | Terrain du Chanet |

#### 5ª giornata
| Neuchâtel 12 maggio 2013, ore 14:00 CEST | Neuchâtel Knights | 57 – 6 | Cineplexx Blue Devils | Terrain du Chanet |

| Lugano 12 maggio 2013, ore 15:30 CEST | Lugano Lakers | 16 – 0 | Calanda Broncos II |  |

#### 6ª giornata
| Zugo 18 maggio 2013, ore 14:00 CEST | Midland Bouncers | 25 – 12 | Neuchâtel Knights | Riedmatt |

#### 7ª giornata
| Lugano 26 maggio 2013, ore 14:00 CEST | Lugano Lakers | 50 – 0 d.g.s. | Cineplexx Blue Devils |  |

#### 8ª giornata
| 1º giugno 2013, ore 19:00 CEST | Cineplexx Blue Devils | 0 – 50 d.g.s. | Lugano Lakers |  |

| Neuchâtel 2 giugno 2013, ore 14:00 CEST | Neuchâtel Knights | 0 – 12 | Midland Bouncers | Terrain du Chanet |

#### 9ª giornata
| Zugo 8 giugno 2013, ore 16:00 CEST | Midland Bouncers | 21 – 33 | Lugano Lakers | Riedmatt |

| Hohenems 9 giugno 2013, ore 11:00 CEST | Cineplexx Blue Devils | 12 – 21 | Calanda Broncos II | Stadion Herrenried |

#### 10ª giornata
| Zugo 15 giugno 2013, ore 15:00 CEST | Midland Bouncers | 50 – 0 d.g.s. | Cineplexx Blue Devils | Riedmatt |

| Neuchâtel 16 giugno 2013, ore 14:00 CEST | Neuchâtel Knights | 20 – 27 | Calanda Broncos II | Terrain du Chanet |

#### 11ª giornata
| Coira 23 giugno 2013, ore 14:00 CEST | Calanda Broncos II | 30 – 13 | Neuchâtel Knights | Stadion Ringstrasse |

| Lugano 23 giugno 2013, ore 14:00 CEST | Lugano Lakers | 27 – 3 | Midland Bouncers |  |

#### 12ª giornata
| Zugo 29 giugno 2013, ore 15:00 CEST | Midland Bouncers | 6 – 19 | Calanda Broncos II | Riedmatt |

| Abtwil 30 giugno 2013, ore 14:00 CEST | Cineplexx Blue Devils | 0 – 50 d.g.s. | Neuchâtel Knights | Sportplatz Spiserwies |

### Classifica
La classifica della regular season è la seguente:
- PCT = percentuale di vittorie, G = partite giocate, V = partite vinte, P = partite perse, PF = punti fatti, PS = punti subiti
- La prima classificata sfida l'ultima della Lega B per la partecipazione alla Lega B 2014 (verde)

| Pos. | Squadra               | PCT   | G | V | P | PF  | PS  |
| ---- | --------------------- | ----- | - | - | - | --- | --- |
| 1    | Lugano Lakers         | 1.000 | 8 | 8 | 0 | 259 | 51  |
| 2    | Calanda Broncos II    | .625  | 8 | 5 | 3 | 156 | 127 |
| 3    | Midland Bouncers      | .625  | 8 | 5 | 3 | 159 | 115 |
| 4    | Neuchâtel Knights     | .250  | 8 | 2 | 6 | 166 | 149 |
| 5    | Cineplexx Blue Devils | .000  | 8 | 0 | 8 | 42  | 340 |

## Playoff
| Lugano 7 luglio 2013, ore 18:00 CEST | Lugano Lakers | 31 – 0 | Basel Meanmachine |  |

## Verdetti
- Lugano Lakers promossi in Lega B 2014